# Варлаково
Варлаково — село в Мишкинском районе Курганской области России. Административный центр Варлаковского сельсовета.

## География
Расположена у реки Миасс и озера Курья.

## История
В селе существовала Вознесенская церковь (построена в 1855 году, закрыта в 1930 году), здание которой не сохранилось. Иверская икона Божией Матери, привезённая с горы Афон в 1905 году и хранившаяся в храме до его закрытия, была передана в Мишкинскую церковь.
До 1917 года входило в состав Воскресенской волости Челябинского уезда Оренбургской губернии. По данным на 1926 год состояло из 205 хозяйств. В административном отношении являлось центром Варлаковского сельсовета Воскресенского района Челябинского округа Уральской области.

## Население
| 1989 | 2002 | 2010 |
| ---- | ---- | ---- |
| 454  | ↘371 | ↘264 |

По данным переписи 1926 года в селе проживало 940 человек (454 мужчины и 486 женщин), в том числе: русские составляли 100 % населения.

## Инфраструктура
- Варлаковская начальная школа-филиал МКОУ Кировская СОШ.

## Транспорт
Автобусное сообщение.